# Dialeurodes struthanthi
Dialeurodes struthanthi là một loài côn trùng cánh nửa trong họ Aleyrodidae, phân họ Aleyrodinae.
Dialeurodes struthanthi được Hempel miêu tả khoa học đầu tiên năm 1901.